# Мулшьо (община)
Община Мулшьо (на шведски: Mullsjö kommun) е разположена в лен Йоншьопинг, южна Швеция с обща площ 212 km2 и население 7039 души (към 31 декември 2013). Административен център на община Мулшьо е едноименния град Мулшьо.